# Calochortus
Calochortus (укр. Калохортус) — рід однодольних рослин родини лілієвих, що містить приблизно 60 видів. 
Представники роду — трав'янисті рослини, поширені у помірних регіонах Північної і Центральної Америки. Раніше (до 1981 року) класифікувався до окремої родини калохортусових (Calochortaceae).